# Hélène Solomon-Langevin
Hélène Solomon-Langevin (25 de maio de 1909 - 16 de janeiro de 1995) foi uma política francesa. Ela foi eleita para a Assembleia Nacional em 1945 como uma do primeiro grupo de mulheres francesas no parlamento.
Ela era uma candidata do PCF no primeiro distrito de Seine nas eleições de outubro de 1945 para a Assembleia Nacional. Colocada em terceiro lugar na lista do PCF, ela foi uma das 33 mulheres eleitas e tornou-se membro da Comissão Nacional de Educação.
Solomon-Langevin começou a trabalhar em part-time como bibliotecária no Centro Nacional Francês de Pesquisa Científica em 1948, tornando-se funcionária em tempo integral em 1952. Em 1958 ela casou-se com André Parreaux, um académico e o casal adoptou uma filha, Michèle Norel. Ela morreu em Sens em 1995.